# 土湯温泉
土湯温泉（つちゆおんせん）は、福島県福島市土湯温泉町にある温泉。高湯温泉とともに土湯・高湯温泉郷を構成する。
吾妻・安達太良連峰の峠付近に位置する温泉施設も「土湯温泉郷」に含まれることも多い（鷲倉温泉、赤湯温泉、野地温泉、新野地温泉、幕川温泉）。

## 概要
温泉街はJR福島駅の南西約16kmに位置しており、浄土平、一切経山、吾妻小富士、高山、安達太良連峰の山々に囲まれている。標高は約450メートルで温泉地全域が磐梯朝日国立公園に指定されている。鳴子（鳴子温泉）や遠刈田（遠刈田温泉）と並んで「日本三大こけし」産地としても知られる。
福島城下町から会津方面へと向かう会津街道（土湯街道）の宿場としての役割を兼ね備えた温泉郷として、1400年以上の歴史を持つ。県都福島市から会津地方へ向かう最短ルート国道115号（土湯街道）沿いに立地する。
温泉街近郊の仁田沼周辺には、ミズバショウやカタクリの花が咲き、女沼などの自然観光スポットも存在する。

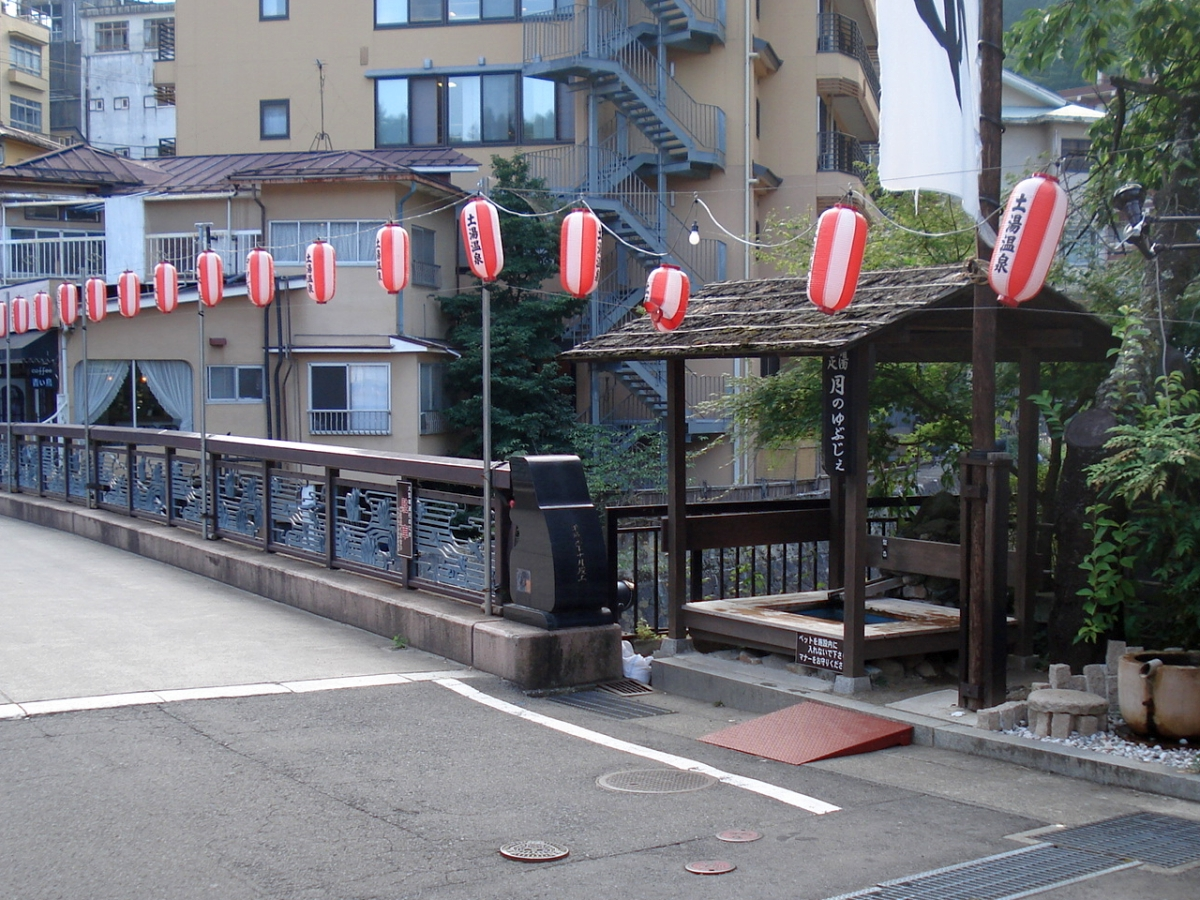
足湯「月の湯ぶじぇ」
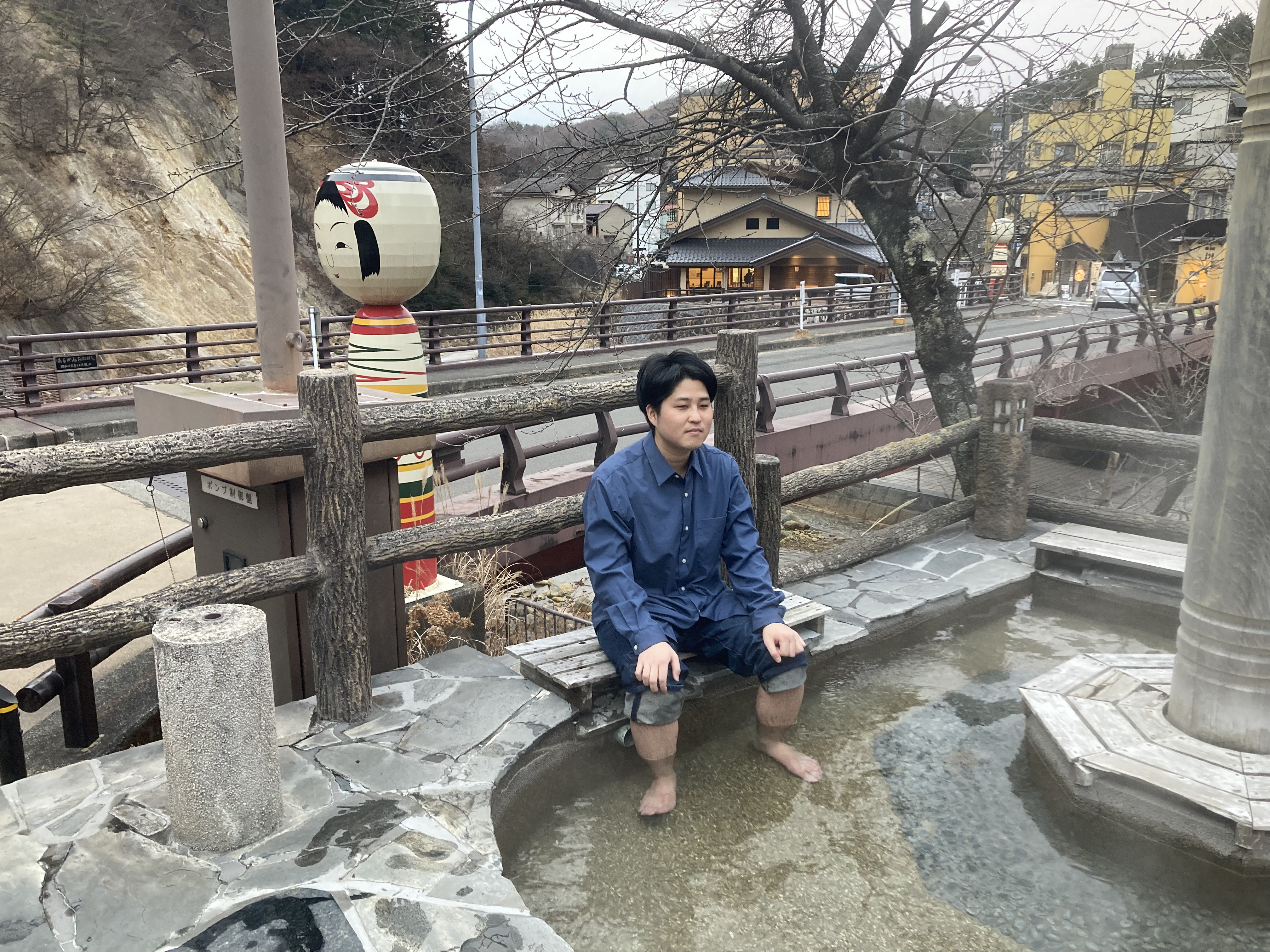
足湯「かじかの湯」

## 泉質
土湯温泉にはいくつもの源泉があり、10種類以上の泉質の温泉が楽しめる。
- 炭酸水素塩泉
- 単純泉
- 硫黄泉

## 歴史
開湯伝説では、オオムナチノミコト（大穴貴命）が荒川のほとりで地面を鉾で突いて発見したとされる。鉾で突いたことから「突き湯」となり、それが転じで「土湯」となったという。
- 587年（用明天皇2年） - 聖徳太子の使者となった秦河勝が東国への旅の途中で病に伏し、その夢枕に聖徳太子が現れて「岩代国の突き湯（土湯）に霊泉あり」と告げられ、この地で湯治を行ったところ平癒したという伝説が残る[1]。
- 鎌倉時代 - 『吾妻鏡』に土湯の記載がある[1]。
- 1999年4月20日 - 高湯温泉とともに国民保養温泉地に指定。
- 2007年1月12日 - 地域団体商標に登録された[2]。
- 2011年 - 東日本大震災発生に伴う避難者の受け入れを実施。
- 2013年12月7日 - 土湯こけしをモチーフとしたマスコットキャラクター「きぼっこちゃん」[3]発表会を開く。

## こけし（土湯系）
土湯こけしは福島市を代表する郷土玩具となっている。日本有数のこけし産地で先述のように鳴子（鳴子温泉）や遠刈田（遠刈田温泉）とともに「日本三大こけし」産地の一つとなっている。周辺には土湯見聞録館やこけしの展示館などが存在する。
土湯こけし（土湯系）の特徴は、ミズキやカエデを原材料とし、頭頂部に黒の蛇の目の輪を描き、前髪と鬘の間にカセと呼ぶ赤い模様があることである。また、頭部が比較的小さく、胴部は細身で縞のろくろ線がある。

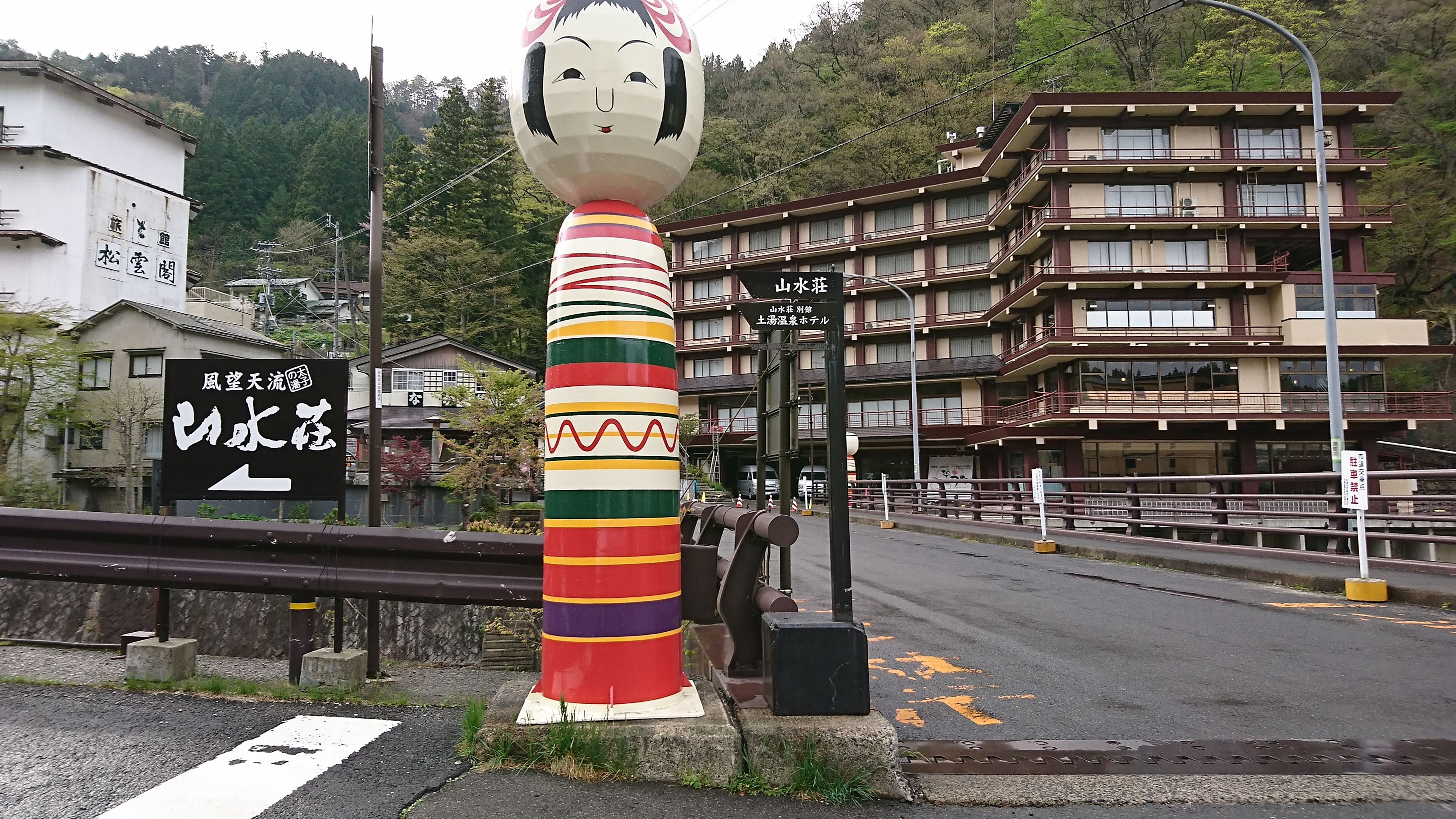
土湯温泉「こけし」のモニュメント

## 東日本大震災の影響
土湯温泉の最盛期は昭和50年代半ばで、23軒の旅館があり、ピーク時で年間約23万人が宿泊した。
2011年の東日本大震災以降、最も廃業が目立った温泉地としても報道され、16軒あった旅館は11軒にまで減少した。震災直後に速やかに経営を断念し、閉館及び破産した施設もあったが、土湯温泉が積極的に被災者や避難者を多く受け容れたことで、一定数の安定需要がありその後も数多くの施設が営業を続けた。
しかし、8月を目処に避難者が他所に移ったため、この特需が一服してからは、福島第一原子力発電所事故後の風評被害が拭いきれず、震災以降の自粛により稼働率が3割未満に急落した。それまでの特需に伴う人件費など過剰となった運営費用が旅館経営を圧迫したためである。その結果、半年で5軒の旅館が休廃業に追い込まれ、温泉地は存亡の危機に立たされた。
その後は営業を再開する旅館があったり、上記の公衆浴場「中之湯」が建て替えられたりといった復興の動きが進んでいる。
中之湯の運営も担う地元企業「元気アップつちゆ」は温泉街再生事業の主体として設立され、2015年には地熱発電と小規模水力発電を開始。その後は養殖したオニテナガエビを行楽客に釣ってもらったり、旅館の食材として使ったりする事業にも乗り出している。2021年1月24日10時5分から、NHKドキュメンタリー「明日へつなげよう」で「福島発！再エネに託す未来」が放映された。

## 閉館した施設
- 観山荘（現在は日帰り入浴施設）
  - 福島県福島市土湯温泉町見附25
  - 東日本大震災の影響で2011年3月11日以降閉館、同年4月28日付で破産申請。負債総額約14億。
- 富士屋旅館（解体済）
  - 福島県福島市土湯温泉町下ノ町5
  - 東日本大震災の影響で2011年8月閉館。
- 天景園（現在は改修後に別旅館となっている）
  - 福島県福島市土湯温泉町下ノ町5
  - 東日本大震災の影響で2011年8月閉館。
- 松雲閣
  - 福島県福島市土湯温泉町油畑61
  - 2019年10月付で破産申請。

## 交通
- 公共交通 : 東北新幹線福島駅より福島交通の路線バスで約45分。
- 車：東北自動車道 福島西ICより国道115号を利用し車で15分。